# Powiat Mistelbach
Powiat Mistelbach (niem. Bezirk Mistelbach) – powiat w Austrii, w kraju związkowym Dolna Austria, w rejonie Weinviertel, przy granicy austriacko-czeskiej. Siedziba powiatu znajduje się w mieście Mistelbach.

## Geografia
Powiat graniczy: na wschodzie z powiatem Gänserndorf, na południu z powiatem Wien-Umgebung, na południowym zachodzie z powiatem Korneuburg, na północnym zachodzie z powiatem Hollabrunn.
Północna i częściowo wschodnia granica powiatu jest granicą państwową z Czechami, niedaleko Słowacji. Wschodnie krańce powiatu stanowi rzeka Dyja, przez jego teren przepływa również rzeka Zaya.

## Podział administracyjny
Powiat podzielony jest na 36 gmin, w tym cztery gminy miejskie (Stadt), 20 gmin targowych (Marktgemeinde) oraz dwanaście gmin wiejskich (Gemeinde).
| Miasta 1. Laa an der Thaya (6275) 2. Mistelbach (12 025) 3. Poysdorf (5685) 4. Wolkersdorf im Weinviertel (7425) Gminy targowe 1. Asparn an der Zaya (1911) 2. Bernhardsthal (1592) 3. Bockfließ (1275) 4. Falkenstein (551) 5. Gaweinstal (4120) 6. Großebersdorf (2313) 7. Großengersdorf (1527) 8. Großharras (1082) 9. Großkrut (1709) 10. Hausbrunn (878) 11. Herrnbaumgarten (948) 12. Kreuzstetten (1696) 13. Ladendorf (2331) 14. Neudorf bei Staatz (1408) 15. Pillichsdorf (1257) 16. Rabensburg (1078) 17. Staatz (1919) 18. Stronsdorf (1577) 19. Ulrichskirchen-Schleinbach (2679) 20. Wilfersdorf (2084) | Gminy 1. Altlichtenwarth (764) 2. Drasenhofen (1134) 3. Fallbach (801) 4. Gaubitsch (903) 5. Gnadendorf (1177) 6. Hochleithen (1106) 7. Kreuttal (1488) 8. Niederleis (911) 9. Ottenthal (527) 10. Schrattenberg (856) 11. Unterstinkenbrunn (557) 12. Wildendürnbach (1551) |
| (stan liczby mieszkańców 1 stycznia 2023) | |

## Transport
Przez powiat przebiegają drogi krajowe: B6 (Laaer Straße), B7 (Brünner Straße), B40 (Mistelbacher Straße), B45 (Pulkautal Straße), B46 (Staatzer Straße), B47 (Lundenburger Straße), B48 (Erdöl Straße) i B219 (Poysdorfer Straße). Na granicy z Czechami usytuowano dwa drogowe przejścia graniczne Laa an der Thaya-Hevlín i Drasenhofen-Mikulov, oraz jedno kolejowe Bernhardsthal–Brzecław.
Na terenie powiatu budowana jest autostrada północna (A5), która połączy Wiedeń z granicą czeską.